# 沙卡布拉揚
沙卡布拉揚（1942年—），本名鄭天送、筆名鄭穗影，出身臺灣屏東縣的作家。淡江大學中文系畢業、修畢日本大學文學研究科博士課程。曾在潮州中學、高雄中學、日本專修大學、亞細亞大學、大東文化大學等校任教。是重要台語文學作家及文論家。著有台語詩集《孤鷹》、《佮魔神仔的契約》、《2003年序曲》等書；台語文論集《台灣語言的思想基礎》、《台語文學語言生態e觀想》；台語譯作《露杯夜陶Rubaiyat》、《烏鴉仔》、《第卡媚儂》等。另有華語著作二冊。

## 資料來源及註解
1. ↑  黃文車（2016）。大母山的孤鷹－沙卡布拉揚臺語詩中的地方記憶。屏東文獻，(20)，3-27。https://www.airitilibrary.com/Article/Detail?DocID=P20160201001-201612-201701260014-201701260014-3-27 （页面存档备份，存于）
2. ↑  方耀乾/著，《台語文學史簡冊：台語文學的起源與發展》，自費出版，2005年，頁23。
3. ↑  林央敏/編，《台語詩一世紀》，前衛出版社，2005年，頁190。